# ジョン・ポール・ジョーンズ (軍人)
ジョン・ポール・ジョーンズ（John Paul Jones、1747年7月6日 - 1792年7月18日）は、アメリカ独立戦争における大陸海軍の軍人。卓越した指揮能力と活躍によって、アメリカ独立戦争における英雄とされる。

## 経歴
ジョン・ポール・ジョーンズは1747年にスコットランド南部のカークカッドブライトシャーでジョン・ポールとして生まれる。彼の父親はアービグラッドで庭師を営んでいた。母親はマックダフ氏族の出身であった。
ジョン・ポールはトバゴ島で反乱に関わった水兵を殺したことで法的問題に巻き込まれるのを避けるために、1773年に、バージニア州フレデリックスバーグの兄弟の家に逃れたときから、ジョン・ジョーンズの別名を名乗るようになった。ジョン・ポール・ジョーンズの名を使い始めたのはアメリカ独立戦争が始まった頃に兄弟に勧められたからであった。

### 独立戦争後
ジョン・ポール・ジョーンズはアメリカ海軍における最初の英雄であり、高い能力を持った指揮官であると考えられている。ロシア帝国における戦いぶりはその才能を示している。エカチェリーナ2世から対オスマン帝国戦争のための艦隊指揮を任されたジョーンズは、女帝から賜った「パーヴェル・ジョーネス海軍少将」という名前でサンクトペテルブルクから黒海へ派遣された。ジョーンズは、スィーヂル・ビールィイとアンチーン・ホロヴァーティイの指揮下にあった黒海コサック軍と親交を深め、コサックの風習に馴染んでいった。1787年から始まった露土戦争においては、黒海コサック小艦隊のドニエプル＝ブーフ潟における活動を指揮した。コサックの衣装を着たジョーンズは、コサック艦隊の旗艦、24ポンド艦・聖ウラジーミルを指揮して戦い、聖アンナ勲章を受勲された。
ジョーンズは優れた海軍指揮官ではあったものの、政治家としての能力には優れなかった。彼はその晩年をロシア、フランスで過ごし、1792年にパリにて45歳で死去、同地に埋葬された。その後墓地がフランス革命政府に売却されたために遺体の所在は不明となっていたが、アメリカ側の調査の結果1905年に鉛製の棺の中からアルコールで防腐処理された姿で発見された。翌1906年にセオドア・ルーズベルト大統領らが立ち会って盛大な葬儀が執り行われ、大陸海軍の後身であるアメリカ海軍の英雄としてアナポリスにあるアメリカ海軍兵学校の墓地、その後礼拝堂に再埋葬された。